# Mischocyttarus tarmensis
Mischocyttarus tarmensis är en getingart som beskrevs av Richards 1945. Mischocyttarus tarmensis ingår i släktet Mischocyttarus och familjen getingar. Inga underarter finns listade i Catalogue of Life.